# Ácido meta-cloroperbenzoico
mCPBA son las siglas del ácido metacloroperbenzoico (m-chloroperoxybenzoic acid). Es un peroxoácido de fórmula química C7H5ClO3.
Como sustancia pura puede detonar por golpes o por contacto con chispas. Es, por tanto, vendido comercialmente como una molécula mucho más estable formada en un 75% de MCPBA estabilizado con ácido 3-clorobenzoico y agua.
El MCPBA es un fuerte agente oxidante que puede arder en contacto con materiales inflamables. Éste es un ejemplo de ácido peroxicarboxílico. Es usado en síntesis orgánica en vez de otros perácidos gracias a su facilidad de manejo. Sus principales usos son:
- Conversión de cetonas en ésteres (oxidación de Baeyer-Villiger).
- Epoxidación de alquenos.
- Oxidación de sulfuros en tiol.
- Oxidación de aminas en oxoaminas.

## Ejemplo de epoxidación
La reacción siguiente se muestra la reacción de ciclohexeno con mCPBA para dar un epóxido; el mecanismo de reacción no se muestra.
El mecanismo de epoxidación es concertada: la geometría cis o trans del material de partida alqueno se retiene en el anillo de epóxido del producto
- Datos: Q284996
- Multimedia: MCPBA / Q284996